# Sulaiman Al Hadaithi
 (décembre 2017).
Si vous disposez d'ouvrages ou d'articles de référence ou si vous connaissez des sites web de qualité traitant du thème abordé ici, merci de compléter l'article en donnant les références utiles à sa vérifiabilité et en les liant à la section « Notes et références ».
Sulaiman Ibn Abdallah Ibn Salih Ibn Ali Al Hadithi (arabe : سليمان بن عبدالله بن صالح بن علي الحديثي), né le 25 juin 1972 à Shaqra en Arabie saoudite, est un joueur de football international saoudien, qui évoluait au poste d'attaquant.

## Biographie
Il prend sa retraite en 2004.

## Palmarès
| Al Najma - Championnat d'Arabie saoudite : - Meilleur buteur : 1997-98 (15 buts). |  | Al Ittihad \| - Championnat d'Arabie saoudite (3) : - Champion : 1999-00, 2000-01 et 2002-03. - Vice-Champion : 2001-02 et 2003-04. - Coupe Crown Prince d'Arabie saoudite (2) : - Vainqueur : 2001 et 2004. - Finaliste : 2002. - Ligue des champions de l'AFC (1) : - Vainqueur : 2004. \| \| - Supercoupe d'Asie : - Finaliste : 1999. - Coupe du Golfe des clubs champions : - Finaliste : 2001. \| |
| - Championnat d'Arabie saoudite (3) : - Champion : 1999-00, 2000-01 et 2002-03. - Vice-Champion : 2001-02 et 2003-04. - Coupe Crown Prince d'Arabie saoudite (2) : - Vainqueur : 2001 et 2004. - Finaliste : 2002. - Ligue des champions de l'AFC (1) : - Vainqueur : 2004. |  | - Supercoupe d'Asie : - Finaliste : 1999. - Coupe du Golfe des clubs champions : - Finaliste : 2001. |